# Point Deux
Point Deux (ou Point2, .2) était la collection au format hyperpoche lancée par les éditions Points le 14 avril 2011.

## Historique
Point2 a été créée par l'équipe des Éditions Points, filiale du groupe La Martinière, et auparavant section poche du Seuil. Dès 1970, les éditions Seuil commercialisent des livres au format poche. Le 12 janvier 2004, Le Seuil est racheté pour les Éditions de La Martinière. Points n'est alors plus seulement la filiale poche du Seuil, et les Éditions Points naissent en 2006.
On doit l'idée de la collection Point Deux à Emmanuelle Vial, directrice des Éditions Points de 2005 à avril 2011, qui s'est elle-même inspirée d'un concept hollandais. Dans ce pays, le format a été lancé en 2009 par Jongbloed, maison éditant des bibles, puis a été repris par des maisons plus généralistes. Un million d'exemplaires ont depuis été vendus aux Pays-Bas sous le nom de dwarsligger. Au vu d'un tel succès, La Martinière Groupe a décidé de racheter les droits du format pour la France au début de l'année 2010 et pour deux ans. À peine un an plus tard, les premiers ouvrages étaient en vente. Ce format est aussi commercialisé en Espagne sous le nom de librinos et au Royaume-Uni sous le nom de flipback.
Le succès en France est limité et quelques années plus tard, le format peine à trouver sa place. En 2015 il semble clair qu'aucun nouveau titre ne sera publié dans la collection.

## Format
Comme son nom l'indique, le format ultra-poche propose un format encore plus réduit; il ne mesure que huit centimètres sur douze et ne pèse que 123 grammes. Afin de renforcer la solidité des ouvrages, la maison a utilisé une reliure dite « vol-au-vent », avec laquelle les pages ne sont pas collées mais cousues. L'éditeur hollandais qui a lancé la collection imprime les textes sur du papier-bible. Dans le but de gagner de la place et d'offrir un plus grand confort de lecture, les ouvrages sont imprimés horizontalement, ce qui signifie que les lignes sont parallèles à la reliure et que les pages se tournent de bas en haut (et non pas de droite à gauche). Les marges centrales ont été supprimées, la police du texte a été adaptée au format et, pour que la transparence du papier bible ne gêne pas la lecture, les lignes ont été imprimées dos à dos, chacune d'elles masquant la ligne située sur l'autre face de chaque feuille. On peut manier l'ouvrage d'une seule main. Les prix se situent entre 9, 90 et 13 euros, mais une baisse est envisagée en 2012.
Bien que la vidéo de promotion compare ce format à l'iphone, l'ultra-poche se veut une évolution du papier et non du numérique. Selon Christophe Vielle[réf. nécessaire] (Université de Louvain), on peut néanmoins se poser la question de la « nouveauté » de ce format, et surtout de la validité du copyright y attaché, dans la mesure où ce format n'est pas original (si ce n'est dans l'histoire de l'imprimerie « occidentale »)°: on l'utilise en effet en Inde pour l'imprimerie déjà depuis le XIXe siècle, dérivé du format des manuscrits indigènes et appelé format pothi (du mot penjabi équivalent au sanskrit pustaka,« manuscrit » puis « livre »). On le trouve ainsi utilisé encore aujourd'hui dans des maisons d'éditions religieuses populaires comme les Venkatesvara Press à Mumbai.

## Catalogue
Neuf titres, tirés à 25 000 exemplaires, ont été lancés le 14 avril 2011, et 37 sont prévus pour la première année. Les titres se répartissent en une dizaine de collections. Tous les domaines sont présents dans ce catalogue, des Promenades dans le Paris disparu de Leonard Pitt à La Chartreuse de Parme de Stendhal en passant par La Route de Cormac McCarthy.